# Florimont-Claude Mercy-Argenteau
Hrabia Florimont-Claude de Mercy-Argenteau (ur. 20 kwietnia 1727 r. w Liège, zm. 1794 r. w Londynie) – austriacki dyplomata.

## Dzieciństwo i młodość
Jego ojcem był marszałek austriacki, komendant wojskowy Sławonii, hrabia Anton Ignaz Mercy d'Argenteau (1692-1764), adoptowany w 1725 przez marszałka Claudiusa Florimunda de Mercy.
Florimont-Claude stracił matkę w wieku 2 lat i został porzucony przez ojca. Wychowywał go wuj. Wyrósł na chłodnego, opanowanego człowieka. Nigdy się nie ożenił, lecz miał śpiewaczkę operową Rosalie Levasseur za metresę. Opisywany zwykle jako wysoki, przystojny mężczyzna, bogato ubrany, o chłodnym spojrzeniu, lecz słabym ciele.

## Kariera dyplomaty

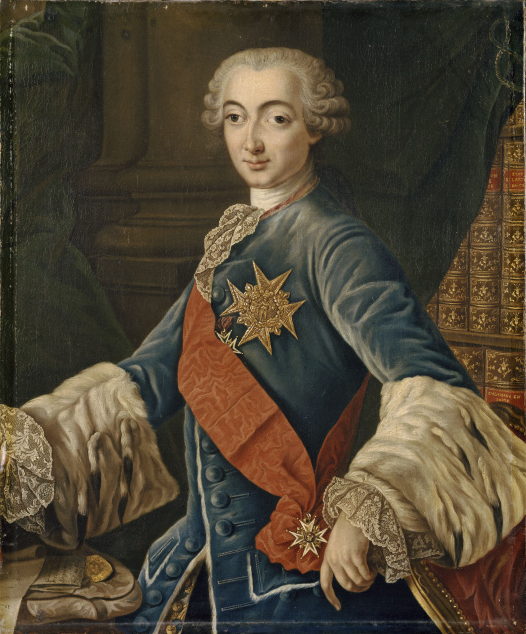
Antoine-René de Voyer de Paulmy, markiz d’Argenson, ambasador francuski w Warszawie w latach 1762-1764. Współpracował z Mercy'm

Florimont-Claude Mercy-Argenteau był posłem kolejno w Warszawie (1764), Turynie, Petersburgu (1765–1769) i w latach 1770–1789 w Paryżu.

### Poseł w Warszawie (1764)
16 marca 1764 ambasador francuski w Warszawie Antoine-René de Voyer de Paulmy, markiz d’Argenson i poseł austriacki Florimont-Claude Mercy-Argenteau wygłosili deklarację, że Francja i Austria zaakceptują każdego kandydata na tronie polskim, choć po cichu chcieli, by królem został zależny od nich Jan Klemens Branicki. Jednocześnie próbowali nawiązać kontakt z Czartoryskimi. Zwycięscy w elekcji 1764 roku, stronnicy Poniatowskiego, Czartoryscy pozbawili hetmana Branickiego władzy nad wojskiem, czego Austriacy i Francuzi chcieli uniknąć, by zachować wpływy w Rzeczypospolitej. 7 czerwca 1764 roku de Paulmy oświadczył prymasowi, że wraca do Francji, ponieważ „w Polsce nastąpiło rozdwojenie, a on nie może przebywać w jednej jej części”. Prymas-interrex Władysław Aleksander Łubieński, który spodziewał się podobnych słów i któremu poseł rosyjski Herman Karl von Keyserling miał nakazać grać ostro, odpowiedział, że wobec tego nie uważa on już de Paulmy’ego za ambasadora, skutkiem czego Francuzi zlikwidowali swą placówkę dyplomatyczną w Warszawie. 9 czerwca opuścił ją Paulmy, a 16 lipca rezydent Hennin i konsul generalny Monnet. Na znak solidarności sojuszniczej, Warszawę opuścili niedługo potem także Mercy i Hiszpanie. Później kraje „systemu południowego” zwlekały z uznaniem Poniatowskiego.
13 kwietnia 1764 wobec zbrojnej interwencji Katarzyny II Jan Klemens Branicki i grupa przychylnych mu senatorów zażądała, by prymas Władysław Aleksander Łubieński zwołał pospolite ruszenie, ten jednak odmówił. Wtedy grupa 14 senatorów przesłało pisma do dworów w Petersburgu i Berlinie wzywające do nieingerowania w sprawy polskie. Poseł rosyjski Herman Karl von Keyserling zdecydował się pisma nie przyjąć pod pozorem, że tytulatura imperatorowej jest w niej źle napisana, przyjęli ją natomiast Gédéon Benoît i król Fryderyk II, nie chcąc zrażać do końca tych, którzy widzieli oparcie dla Polski w Prusach. Florimont-Claude Mercy-Argenteau, zachęcał Branickiego i jego stronników do konfederacji, lecz nie udało się ostatecznie jej zorganizować.

### Poseł w Paryżu (1770-1789)
Jako poseł austriacki w Paryżu (1770–1789) przygotował małżeństwo delfina Ludwika z Marią Antoniną. Dzięki temu uzyskał duże wpływy na dworze francuskim.
Miał też dopilnować, by Maria Antonina, poślubiona Ludwikowi XVI, zaadaptowała się do francuskich warunków. Korespondowali z nową królową Francji aż do dramatycznego 1789 roku. Informował Marię Teresę o szczegółach pożycia pary królewskiej, by mogła udzielać córce rad. Maria Antonina nigdy nie zorientowała się, że Mercy ją szpiegował.
Mercy w listach do cesarzowej Marii Teresy, a potem Józefa II opisywał Ludwika XVI jako człowieka słabego, całkowicie kontrolowanego przez Marię Antoninę, którą z kolei miał rzekomo kontrolować on sam.
W 1792 r. był pełnomocnym ministrem w austriackich prowincjach w Belgii. W 1794 r. był ambasadorem austriackim w Wielkiej Brytanii. Odznaczony Krzyżem Wielkim Orderu Świętego Stefana.